# Tomate
O tomate é o fruto do tomateiro (nome científico: Solanum lycopersicum). Da sua família, fazem também parte as berinjelas, as pimentas e os pimentões, que integram a família das Solanáceas, além de algumas espécies não comestíveis. A palavra portuguesa tomate vem do castelhano tomate, derivada do náuatle (língua asteca) tomatl. Esta apareceu pela primeira vez na imprensa em 1595.
As espécies são originárias das Américas Central e do Sul; sua utilização como alimentos teve origem no México, espalhando-se por todo o mundo depois da colonização das Américas pelos europeus.
Suas muitas variedades são agora amplamente cultivadas, às vezes em estufas em climas mais frios. As plantas crescem tipicamente entre 1-3 metros (3-10 pés) de altura e desenvolvendo hastes fracas que se estendem sobre o chão ou trepam pelas outras plantas. É uma planta perene no seu habitat nativo, embora seja muitas vezes cultivada em climas temperados como anual. Um tomate comum médio pesa cerca de 100 gramas (4 oz).

## Etimologia
"Tomate" tem origem do náuatle tomatl, através do castelhano tomate. A palavra aparece pela primeira vez na imprensa em 1595.

## Local de origem

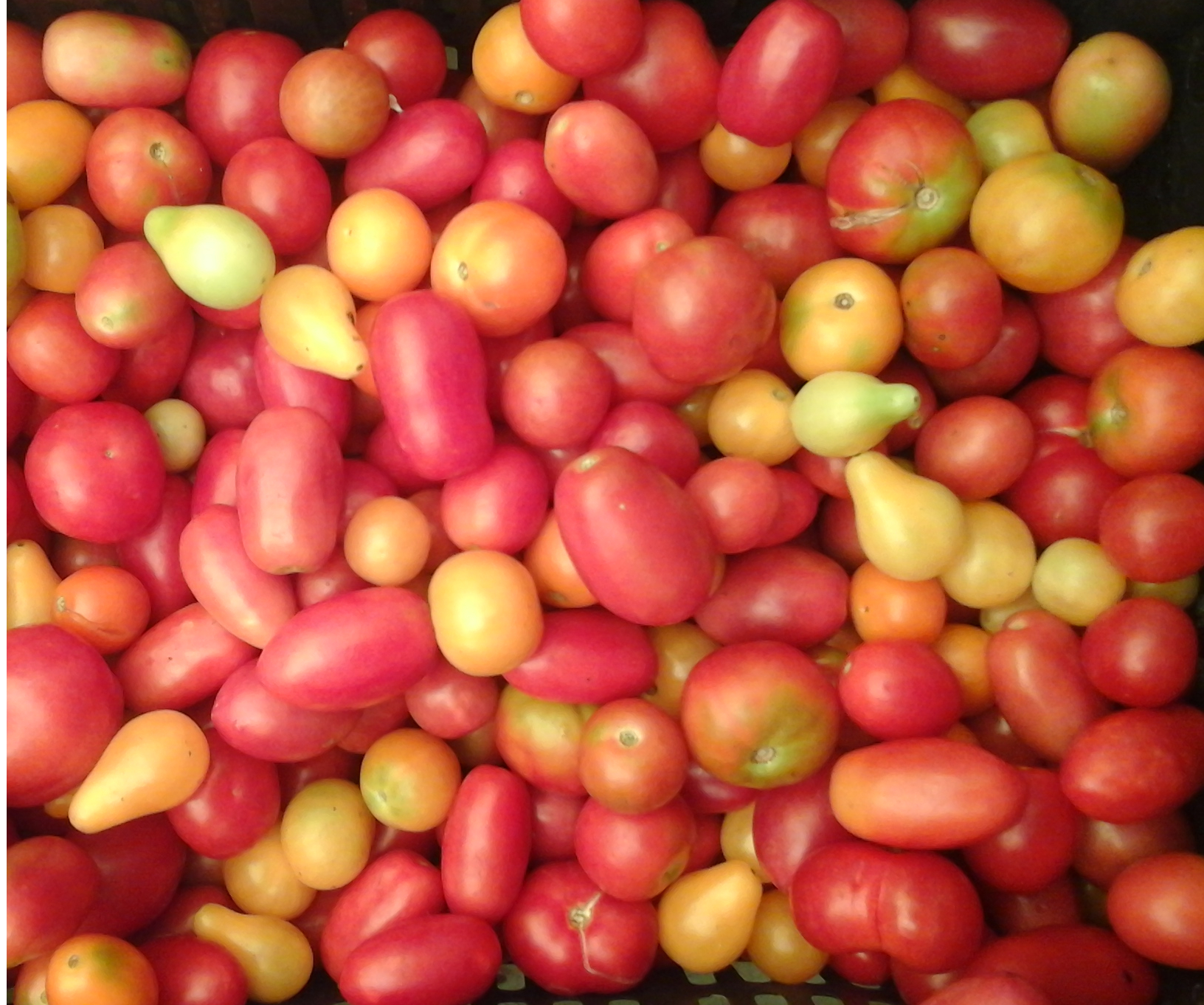
Diferentes variedades de tomate, incluindo o tomate "pera amarelo" e "cereja amarelo".

Os Astecas e outros povos da Mesoamérica usavam o fruto em sua cozinha. A data exata da domesticação é desconhecida: sabe-se que em 500 AC já era cultivada no sul do México e, provavelmente, outras áreas:. É uma crença popular entre o povo pueblo que aqueles que experimentaram a ingestão de sementes de tomate são abençoados com poderes de adivinhação.
Há evidências arqueológicas que mostram que o tomate verde (tomatillo), uma espécie que produz um ácido verde e que ainda é consumido no México, foi utilizado como alimento desde tempos pré -hispânicos. Isto sugere que o tomate também foi cultivado e utilizado pelos povos indígenas mesoamericanos antes da chegada dos espanhóis. É possível que, após a chegada do tomate espanhol foi cultivado e consumido mais de tomate verde por sua aparência colorida e vida mais longa após ser colhido.
Os maias e outros povos da região utilizada para consumo, e foi cultivado no sul do México, e provavelmente em outras áreas ao século XVI. Entre as crenças das pessoas que testemunharam a ingestão de sementes de tomate que foram abençoados com poderes de adivinhação. O grande, tomate irregular, uma mutação de um mais suave, frutos menores, originou e foi incentivado na Mesoamérica. Smith indica que este é o ancestral direto de alguns tomates cultivados modernos.

### Sua chegada na Europa
O conquistador espanhol Hernán Cortés pode ter sido o primeiro a transferir o tomate pequeno amarelo para a Europa depois que ele capturou a cidade asteca de Tenochtitlan, agora Cidade do México, em 1521, apesar de Christopher Columbus, um trabalho genoveses para a monarquia espanhola, pode tê-los levado de volta já em 1493. A primeira discussão do tomate na literatura europeia apareceu em um erval escrito em 1544 por Pietro Andrea Mattioli, um médico italiano e botânico, que sugeriu que um novo tipo de berinjela tinha sido trazido para a Itália que era vermelho sangue ou cor dourada quando maduro e poderia ser dividido em segmentos e comido como uma berinjela, isto é, preparados e temperado com sal, pimenta preta e óleo. No entanto não foi até dez anos mais tarde que os tomates foram nomeados na impressão por Mattioli como pomi d' oro, ou " maçã dourada".
Após a colonização espanhola da América, os espanhóis distribuíram o tomate pelas suas colônias no Caribe. Eles também o levaram para as Filipinas, de onde se espalhou para o sudeste da Ásia e, em seguida, para todo o continente asiático. Os espanhóis também trouxeram o tomate para a Europa. Cresceu facilmente no clima mediterrânico, e cultivo começou na década de 1540. Provavelmente foi comido logo depois que foi introduzido, e foi certamente a ser utilizado como alimento no início do século XVII na Espanha. O mais antigo descoberto livro com receitas de tomate foi publicada em Nápoles em 1692, embora o autor tinha aparentemente obtido estas receitas a partir de fontes espanholas. Em certas áreas de Itália, como Florença, no entanto, o fruto foi usado apenas como um tabletop decoração antes de ser incorporado à cozinha local no final do século XVII ou início do século XVIII.

## Características
O tomateiro é uma planta espermatófita, angiosperma e dicotiledônea. Trata-se de um fruto, uma vez que é o produto do desenvolvimento do ovário e do óvulo da flor, formando o pericarpo e as sementes, respectivamente, após a fecundação.
O tomate é rico em licopeno e contém vitamina C.

## Gastronomia

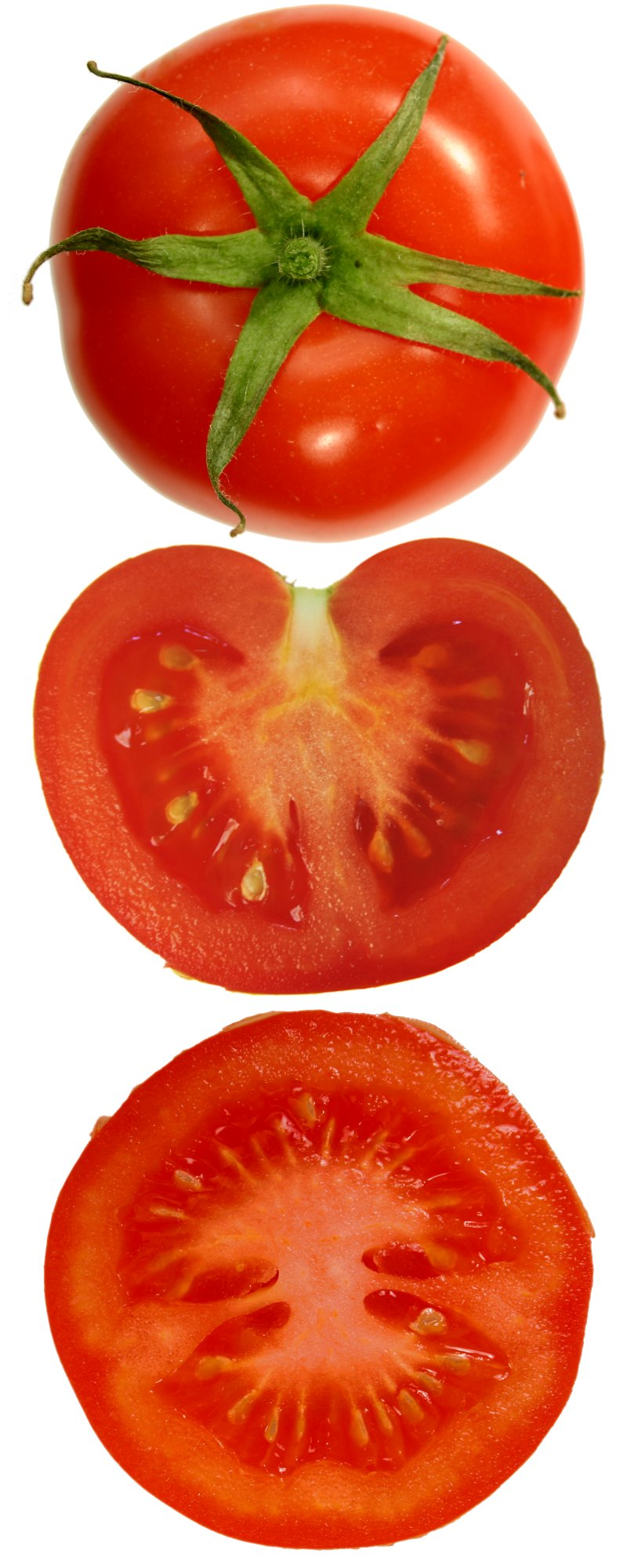
Tomate, por fora e em corte

Apesar de constantemente associado à culinária italiana, dado seu largo uso na sua culinária italiana, o tomate já era primordialmente consumido nas civilizações inca, maia e asteca antes de ser levado para a Europa. Pertence a um extenso rol de alimentos da América pré-colombiana desconhecidos do Velho Mundo antes das grandes navegações, do qual fazem parte o milho, vários tipos de feijões, batatas, frutas como abacate e cacau (de cujas sementes se faz o chocolate), afora artigos de uso nativo que se difundiram, como o chicle (seiva de Sapota (ou sapoti)) e o tabaco.
Inicialmente, o tomate era tido como venenoso pelos europeus e cultivado apenas para efeitos ornamentais, supostamente por causa de sua conexão com as mandrágoras, variedades de Solanáceas usadas em feitiçaria.
Os primeiros registros apontam para a sua chegada em Sevilha, na Espanha, no século XVI, que era um dos principais centros de irradiação comercial para toda a Europa, principalmente Itália e Países Baixos. Os italianos logo chamaram os primeiros frutos de pomo d'oro (pomo de ouro).
A literatura culinária espanhola antiga (1599–1611) não registra o uso do tomate. Na Itália, Antonio Latine escreveu, entre 1692 e 1694, o livro de cozinha napolitana Lo Scalco alla Moderna, em que uma das suas receitas recomendava levar ao lume pedaços de tomate, sem pele ou sementes, temperando com salsinha, cebola e alho picados, salpicados com sal e pimenta, acrescidos de azeite e vinagre, para obter um molho de tomate "de estilo espanhol". Em 1745, o livro do espanhol Juan Altamiras descrevia duzentas receitas, dentre as quais treze tinham tomate em seus ingredientes. Já na Inglaterra, a partir de 1750, se tem evidências de seu uso pelas famílias judias, que já o consumiam, muito embora permanecesse suspeito ao restante dos cidadãos até o século XIX.
Somente no século XIX é que o tomate passou a ser consumido e cultivado em escala cada vez maior, inicialmente na Itália, depois na França e na Espanha, ganhando popularidade depois que os povos do sul da Europa declinaram sobre aquela suspeita, tornando-o um dos principais ingredientes da culinária mediterrânea. Alla bolognesa, à espanhola, à mexicana, à marselhesa, alla napolitana, alla parmigiana, à la orientale, à la niçoise, à portuguesa e à la provençale são apenas algumas das infinitas receitas que adotaram o fruto como ingrediente; uma lista que não para de se renovar.
Os tomates podem ser divididos em diversos grupos, de acordo com seu formato e sua finalidade de uso:
- Santa Cruz, tradicional na culinária, utilizado em saladas e molhos e de formato oblongo;
- Caqui, utilizado em saladas e lanches, de formato redondo;
- Saladete, utilizado em saladas, de formato redondo;
- Italiano, utilizado principalmente para molhos, podendo ainda fazer parte de saladas. Seu formato é oblongo, tipicamente alongado;
- Cereja, utilizado como aperitivo, ou ainda em saladas. É um "minitomate", com tamanho pequeno, redondo ou oblongo.

Além de diferirem em seu formato, os tomates também podem ter variações em sua coloração. Apesar de ser bem mais comum encontrá-lo na coloração vermelha, atualmente, novos tipos de tomate podem ser encontrados na cor rosada, amarela e laranja. Os dois últimos são mais difíceis de serem encontrados no Brasil.

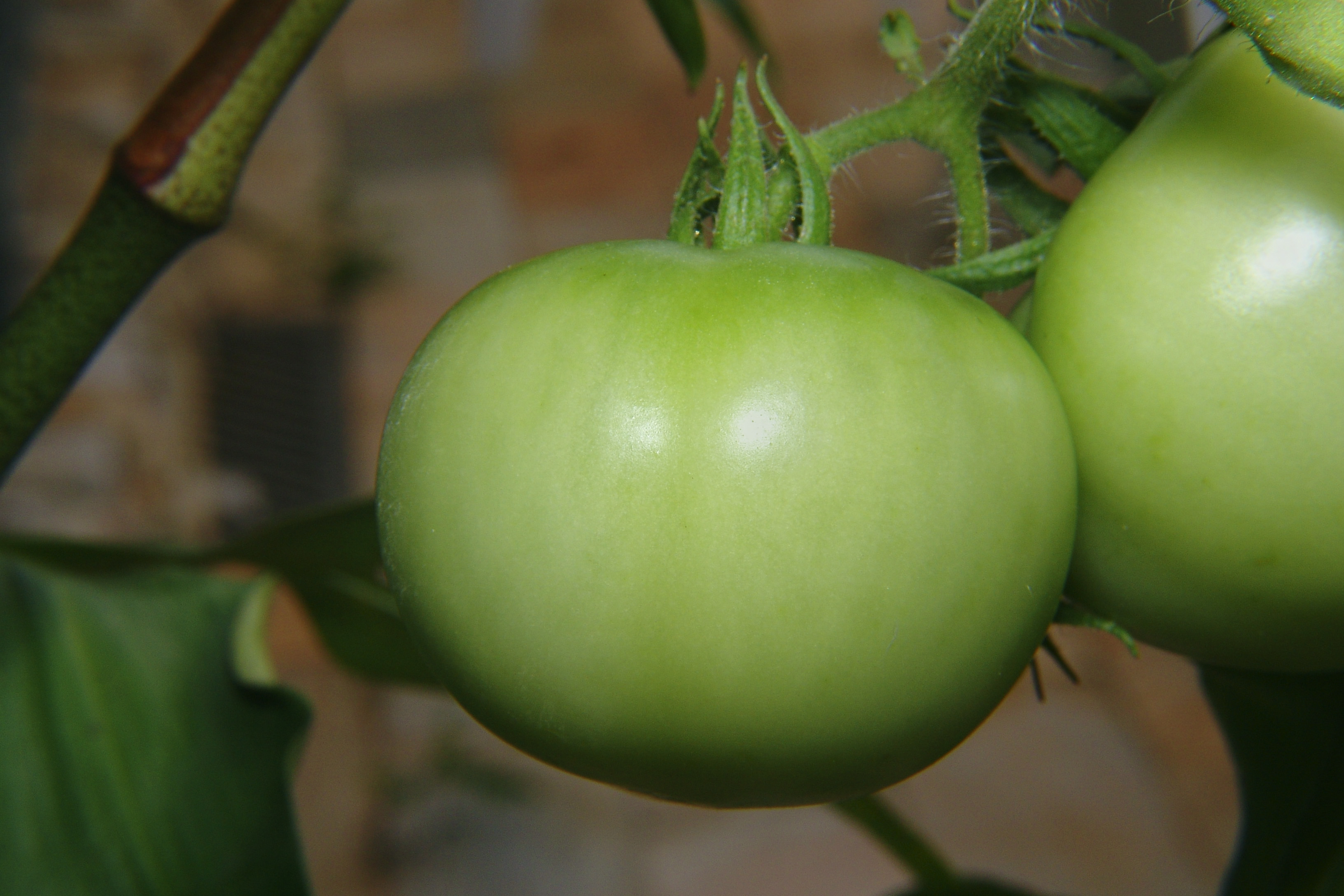
Tomates verdes no pé

### Tipos de tomate
- Tomate-do-amazonas
- Tomate-caqui
- Tomate-carmen
- tomate-cereja ou tomate-cherry
- Tomate-chucha
- Tomate-débora
- Tomate-holandês
- Tomate-italiano ou tomate-rasteiro
- Tomate-japonês
- Tomate-kumato
- Tomate-ligúria
- Tomate-raf
- Tomate-san-marzano
- Tomate-sweet grape
- Tomate-vinha

### Valores nutricionais
O consumo do tomate é recomendado pelos nutricionistas por ser um alimento rico em licopeno (média de 3,31 miligramas em cem gramas), vitaminas do complexo A e complexo B e minerais importantes, como o fósforo e o potássio, além de ácido fólico, cálcio e frutose. Quanto mais maduro, maior a concentração desses nutrientes.
O tomate é composto principalmente de água, possuindo, aproximadamente, catorze calorias em cem gramas, somente. Alguns estudos comprovam sua influência positiva no tratamento de câncer, pois o licopeno, pigmento que dá cor ao tomate, é considerado eficiente na prevenção do câncer de próstata e no fortalecimento do sistema imunológico.
De 1986 a 1998, a Universidade de Harvard, nos Estados Unidos, analisou os hábitos de 50 000 homens. Segundo os resultados da pesquisa, os homens que consumiam molho de tomate duas vezes por semana tiveram 23 por cento menos incidência de câncer do que outros. A pesquisa concluiu, ainda, que os benefícios podem ser maiores caso o tomate seja cozido, acompanhando um pouco de azeite.

## Colheita

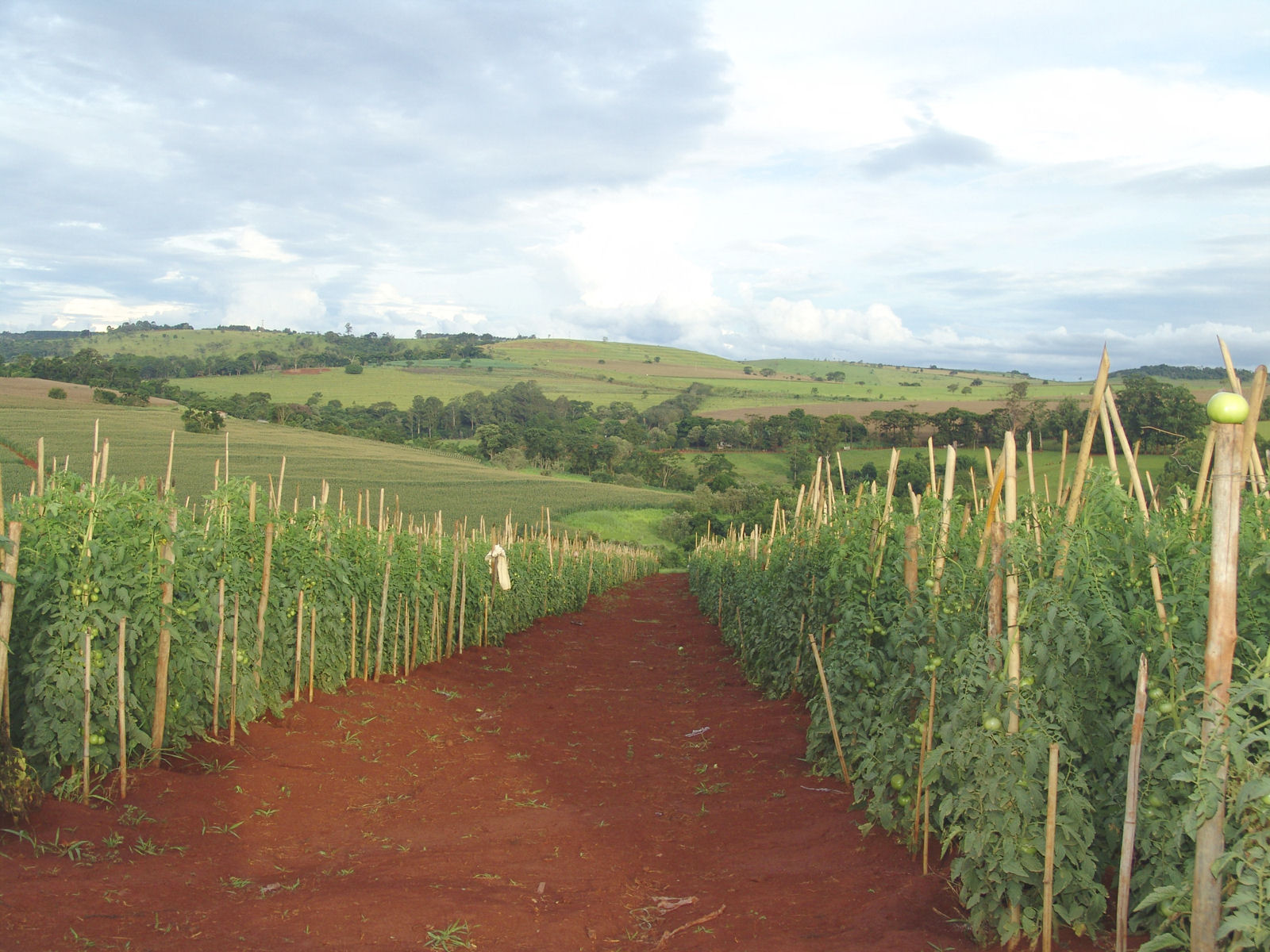
Plantação de tomateiros

No Brasil, a colheita do tomate é feita predominantemente de maneira manual. Os frutos, retirados das plantas são colocados em cestas de bambu ou sacolas plásticas, semelhantes às utilizadas para a colheita de laranjas. Logo após, os frutos são transportados para galpões, em caixas plásticas, onde são classificados. Já na etapa de colheita, toma-se cuidado para que os frutos não sejam danificados, dando-se especial atenção para evitar que batam uns sobre os outros. Outros danos podem ser provenientes das estacas de bambu, ou dos sistemas de amarrilho utilizados. As sacolas plásticas também costumam causar mais danos ao fruto, na hora da colheita. Durante o transporte, os tomates novamente são submetidos a estragos e possíveis perdas, mesmo que transportados de forma protegida. Estima-se que o mercado brasileiro perde anualmente 30% de sua produção do tomate para mesa.

## Agrotóxico
O tomate é um dos produtos mais contaminados por agrotóxicos em decorrência de sua suscetibilidade a pragas.

## Dados econômicos

### Produção Mundial
| 15 principais países produtores de Tomate Ano 2018 Fonte: FAOSTAT (FAO) |                |                |             |                    |                        |
| Ranking                                                                 | País           | Produção (ton) | Porcentagem | Área Plantada (ha) | Produtividade (ton/ha) |
| 1.º                                                                     | China          | 61 523 462     | 33,8%       | 1 035 709          | 59,4                   |
| 2.º                                                                     | Índia          | 19 377 000     | 10,6%       | 786 000            | 24,7                   |
| 3.º                                                                     | Estados Unidos | 12 612 139     | 6,9%        | 130 280            | 96,8                   |
| 4.º                                                                     | Turquia        | 12 150 000     | 6,7%        | 176 430            | 68,9                   |
| 5.º                                                                     | Egito          | 6 624 733      | 3,6%        | 161 702            | 41,0                   |
| 6.º                                                                     | Irão           | 6 577 109      | 3,6%        | 158 991            | 41,4                   |
| 7.º                                                                     | Itália         | 5 798 103      | 3,2%        | 97 092             | 59,7                   |
| 8.º                                                                     | Espanha        | 4 768 595      | 2,6%        | 56 128             | 85,0                   |
| 9.º                                                                     | México         | 4 559 375      | 2,5%        | 90 323             | 50,5                   |
| 10.º                                                                    | Brasil         | 4 110 242      | 2,3%        | 57 134             | 71,9                   |
| 11.º                                                                    | Nigéria        | 3 913 993      | 2,1%        | 608 116            | 6,4                    |
| 12.º                                                                    | Rússia         | 2 899 664      | 1,6%        | 82 366             | 35,2                   |
| 13.º                                                                    | Ucrânia        | 2 324 070      | 1,3%        | 73 100             | 31,8                   |
| 14.º                                                                    | Uzbequistão    | 2 284 217      | 1,3%        | 60 353             | 37,8                   |
| 15.º                                                                    | Marrocos       | 1 409 437      | 0,8%        | 15 955             | 88,3                   |
|                                                                         | Total Mundial  | 182 256 460    | 100%        | 4 762 459          | 38,3                   |

### Brasil
A produção agrícola de tomate no Brasil é bastante desenvolvida, tendo maior importância na economia do Sudeste e Centro-Oeste. Nesta região estão localizadas as maiores empresas de processamento do fruto.
A partir de 1995, a produção industrial de tomate saltou 29 por cento, com o desenvolvimento de novos derivados como sopas, sucos, tomates dos mais diversos tipos, molhos e o desenvolvimento das redes de fast-food, com crescimento baseado na busca de maior qualidade, o que trouxe boas oportunidades ao setor.
A produção brasileira de tomate no ano de 2018 foi de aproximadamente 4,1 milhões de toneladas, com valor total de produção de R$ 5 bilhões, sendo o país o 9º maior produtor do mundo. Em volume de produção, os principais estados produtores em 2018 foram Goiás (1,3 milhões de toneladas), São Paulo (870 mil toneladas) e Minas Gerais (539 mil toneladas).
| Principais municípios produtores de tomate no Brasil no ano de 2018 Produção (toneladas), Área colhida (hectares), Produtividade (ton/ha) Fonte: IBGE - PAM (Produção Agrícola Municipal) |                 |                |                |                   |                        |
| Ranking | Município       | Estado         | Produção (ton) | Área colhida (ha) | Produtividade (ton/ha) |
| 1.º | Cristalina      | Goiás          | 356 000        | 4 000             | 89,0                   |
| 2.º | Itaberaí        | Goiás          | 257 785        | 2 785             | 92,6                   |
| 3.º | Morrinhos       | Goiás          | 162 000        | 1 800             | 90,0                   |
| 4.º | Miguelópolis    | São Paulo      | 126 000        | 1 400             | 90,0                   |
| 5.º | Itapeva         | São Paulo      | 81 000         | 900               | 90,0                   |
| 6.º | Piracanjuba     | Goiás          | 80 000         | 800               | 100,0                  |
| 7.º | Vianópolis      | Goiás          | 70 000         | 700               | 100,0                  |
| 8.º | Araguari        | Minas Gerais   | 64 000         | 800               | 80,0                   |
| 9.º | Apiaí           | São Paulo      | 59 200         | 740               | 80,0                   |
| 10.º | Mucugê          | Bahia          | 56 430         | 594               | 95,0                   |
| 11.º | Guaíra          | São Paulo      | 55 250         | 650               | 85,0                   |
| 12.º | Ibicoara        | Bahia          | 55 000         | 600               | 91,7                   |
| 13.º | Caçador         | Santa Catarina | 52 500         | 700               | 75,0                   |
| 14.º | Pontalina       | Goiás          | 50 000         | 500               | 100,0                  |
| 15.º | Ribeirão Branco | São Paulo      | 49 680         | 600               | 82,8                   |
| Total | -               | Brasil         | 4 110 242      | 57 134            | 71,9                   |

### Portugal
Portugal produziu em 2012 cerca de 1,2 milhões de toneladas de tomate, registando uma produtividade recorde da ordem das 92 toneladas por hectare. Em 2015 totalizou uma produção de 1,8 milhões de toneladas, a maior dos últimos trinta anos.
Este índice de produção por hectare será o segundo melhor do Mundo, superado apenas pelo do estado norte-americano da Califórnia.
Cerca de 95% desta produção (já transformada) acaba por seguir para exportação e representa um volume de negócios anual da ordem dos 250 milhões de euros, com um valor acrescentado bruto (VAB) de 80%.
A indústria transformadora de tomate — mais desenvolvida nas zonas de regadio do Ribatejo — exporta para 42 países e Portugal é o quinto maior exportador mundial, em um setor que é responsável por 6 500 postos de trabalho, diretos e indiretos.

## Tomatina de Buñol
Uma guerra de tomates costuma acontecer na Espanha, toda última quarta-feira de agosto. Desde 1940, durante a festa, os moradores da cidade de Buñol atiram tomates uns sobre os outros, pintando uns aos outros e as fachadas das casas da cidade com o vermelho da polpa do tomate. Durante a festa, a população desta pequena vila mediterrânea quadruplica e participam da Tomatina em torno de 38 000 pessoas, dentre moradores da cidade e turistas de todas as regiões do mundo. A origem do festival vem de uma brincadeira de crianças, quando algumas crianças usaram seus almoços para guerrear na praça da cidade.